# Nannophryne
Genre
Nannophryne est un genre d'amphibiens de la famille des Bufonidae.

## Répartition
Les quatre espèces de ce genre se rencontrent dans les Andes au Pérou, en Bolivie, au Chili et en Argentine.

## Liste des espèces
Selon Amphibian Species of the World (16 avril 2013) :
- Nannophryne apolobambica (De la Riva, Ríos, & Aparicio, 2005)
- Nannophryne cophotis (Boulenger, 1900)
- Nannophryne corynetes (Duellman & Ochoa-M., 1991)
- Nannophryne variegata Günther, 1870

## Publication originale
- Günther, 1870 : Second account of Species of Tailless Batrachians added to the Collection of the British Museum. Proceedings of the Zoological Society of London, vol. 1870, p. 401-402 (texte intégral).